# Oleksij Mychajlytschenko
Oleksij Oleksandrowytsch Mychajlytschenko (ukrainisch Олексій Олександрович Михайличенко, russisch Алексей Александрович Михайличенко/Alexei Alexandrowitsch Michailitschenko; * 30. März 1963 in Kiew, Ukrainische SSR) ist ein ukrainischer Fußballtrainer und ehemaliger sowjetisch-ukrainischer Fußballspieler. Der offensive Mittelfeldspieler war langjähriger Nationalspieler der UdSSR (41 Spiele) und der Ukraine (2 Einsätze). Er wurde 1988 mit der Auswahl der Sowjetunion Olympiasieger und Vizeeuropameister. Mychajlytschenko gehört in den 1980er Jahren zur erfolgreichen Mannschaft von Dynamo Kiew, zudem gewann in den 1990er Jahren mit verschiedenen Clubs die italienische und schottische Meisterschaft; seit 2004 trainiert er die U-21-Auswahl der Ukraine.
Er galt Ende der 1980er/Anfang der 1990er Jahre als einer der besten sowjetischen Fußballer. Bei den Abstimmungen zum Ballon d’Or war er 1988, 1989 und 1991 bestplatzierter sowjetischer Spieler, 1988 und 1989 wurde er ukrainischer Fußballer der Jahre sowie 1988 Fußballer des Jahres in der UdSSR.

## Karriere
Mychajlytschenko ist Absolvent des Fußballinternats von Dynamo Kiew, 1981/82 kam er zu ersten Einsätzen in der Herrenmannschaft Kiews, er konnte sich aber erst im Jahr des Europapokalsiegs 1985/86 als Stammspieler etablieren und stand im Sommer 1986 nach einer Einwechselung im UEFA-Supercup-Spiel gegen Steaua Bukarest erstmals in einem Europapokalendspiel, das jedoch verloren ging; wie auch sein zweites Supercupendspiel 1990 mit Sampdoria Genua gegen den AC Milan. Durch seine Leistungen wurden westeuropäische Spitzenklubs auf Mychajlytschenko aufmerksam, 1990 wechselte er dann in die Serie A zu Sampdoria, das gerade den Europapokal der Pokalsieger gewonnen hatte und mit dem er die erste italienische Meisterschaft des Clubs erringen konnte, jedoch den Verein nach nur einer Saison wieder verließ. Seine nächste Station waren die Glasgow Rangers in der schottischen Premier Division, mit denen er in jedem Jahr die schottische Meisterschaft gewinnen konnte, bevor er nach fünf Jahren 1996 seine Karriere beendete.
Ein Jahr nach seinem Rücktritt vom aktiven Fußball wurde er im Juli 1997 Co-Trainer von Dynamo Kiew unter Walerij Lobanowskyj, nach dessen plötzlichem Tod folgte er ihm im Mai 2002 als Trainer von Dynamo nach. Trotz Gewinns der ukrainischen Meisterschaft in seinen ersten beiden Jahren (2002/03, 2003/04), entließ ihn die Vereinsführung im August 2004 wegen eines schlechten Saisonstarts. Anschließend trainierte Mychajlytschenko die Juniorennationalmannschaft der Ukraine und wurde Anfang 2008 Nachfolger von Oleh Blochin als Nationaltrainer der Ukraine.

## Titel und Erfolge

### Vereine
- Sowjetischer Meister (3): 1985, 1986, 1990
- Sowjetischer Pokalsieger (3): 1985, 1987, 1990
- Sowjetischer Supercupsieger (2): 1985, 1986
- Europapokal der Pokalsieger: 1985/86
- Italienischer Meister: 1990/91
- Schottischer Meister (5): 1991/92, 1992/93, 1993/94, 1994/95, 1995/96
- Schottischer FA-Cupsieger (3): 1992, 1993, 1996
- Schottischer Ligapokal (2): 1992, 1993

### Nationalmannschaft
- Europameisterschaft: Zweiter 1988
- Olympiasieger 1988

### Persönlich
- Fußballer des Jahres in der UdSSR: 1988
- Ukrainischer Fußballer des Jahres: 1987, 1988

### Als Trainer
- Ukrainischer Meister (2): 2002, 2003
- Ukrainischer Pokalsieger: 2002
- U-21 Europameisterschaft: Zweiter 2006